# 최종현 (1965년)
최종현(崔鐘賢, 1965년 2월 7일 ~ )은 대한민국 경기도의회 의원이다.

## 학력
- 수원공업고등학교
- 한국방송통신대학교
- 아주대학교 경영대학원 경영학과 석사
- 명지대학교 대학원 행정학박사

## 경력
- 케이오텍주식회사 대표이사
- 더불어민주당 경기도당 장애인위원회 위원장
- (사)수원시장애인복지단체연합회 회장
- 2018.07 ~ 2022.06: 제10대 경기도의회 의원 (초선, 비례대표)
- 2022.07 ~: 제11대 경기도의회 의원 (재선, 수원시 제7선거구)
  - 제11대 경기도의회 전반기 보건복지위원회위원장
- 2022.10 ~ : 더불어민주당 경기도당 장애인위원회 위원장
- 2024.09 ~ : 더불어민주당 전국광역의회의원협의회 대표

## 역대 선거 결과
|  | 52.81% |

|  | 50.08% |